# Partido de la Izquierda Europea
El Partido de la Izquierda Europea (PIE), comúnmente abreviado como Izquierda Europea, es un partido político europeo que agrupa a partidos de la izquierda anticapitalista europea, siendo estos principalmente comunistas, socialistas democráticos y de otras corrientes de izquierda.

## Historia
Con el fin de presentarse a las elecciones al Parlamento Europeo de 2004, algunos partidos miembros del Grupo Confederal de la Izquierda Unitaria Europea/Izquierda Verde Nórdica en el Parlamento Europeo hacen un llamamiento en enero de 2004 a la izquierda en general a unirse en un partido político europeo. Finalmente, el Partido de la Izquierda Europea es fundado los días 8 y 9 de mayo de 2004 en Roma.
Su primer Congreso se llevó a cabo el 8 de octubre de 2005, en Atenas. Allí se emitió la Declaración de Atenas de la Izquierda Europea. El II Congreso se llevó a cabo desde el 23 al 25 de noviembre de 2007 en Praga. El III Congreso se celebró entre el 2 y el 5 de diciembre en París. En dicho tercer Congreso fue elegido presidente de la Izquierda Europea al secretario general del Partido Comunista Francés, Pierre Laurent. Además, ahora la vicepresidencia será desempeñada por 4 personas distintas: Alexis Tsipras (presidente de Synaspismos, Grecia), Marisa Matias (eurodiputada del Bloco de Esquerda portugués), Grigori Petrenco (miembro del Comité Ejecutivo del Partido Comunista de la República de Moldavia), y Maite Mola (Directora de Relaciones Internacionales del Partido Comunista de España). El nuevo Tesorero será Diether Dehm, del partido alemán Die Linke.
Varios de los partidos miembros y observadores de la Izquierda Europa participan también en la más radical Izquierda Anticapitalista Europea. Antes de la fundación de Izquierda Europea, la mayoría de sus miembros ya mantenían reuniones anuales entre sí como parte del Foro de la Nueva Izquierda Europea (NELF, por sus siglas en inglés), el cual todavía existe.
La propuesta de construcción de un sujeto político que uniese a la izquierda antagonista continental, aunque ya era debatida desde hace años, fue tomando impulso gracias a la experiencia adquirida en con la organización del Foro Social Europeo, cuyo primer encuentro se realiza en 2002. El Partido de la Izquierda europea nace oficialmente el 8 y 9 de mayo de 2004, en un congreso fundacional celebrado en Roma, en el que participan 300 delegados de 15 formaciones políticas de toda Europa, donde se eligió por unanimidad a Fausto Bertinotti como presidente,
Este congreso fue el culmen de dos años de encuentros preparatorios para construir una propuesta compartida de estatutos y manifiesto fundacional, y fue convocado después de que en Berlín, en enero de ese mismo año, fuese lanzada la convocatoria para la fundación del partido en un meeting acogido por el Partido del Socialismo Democrático en ocasión del aniversario del asesinato de Rosa Luxemburgo. 
El primer congreso se celebra en Atenas el 29 y 30 de octubre de 2005, con 7 partidos como observadores y 17 miembros de pleno derecho, a los que se une la propuesta de adhesión del partido británico RESPECT. 
El 19 de octubre de 2007 el presidente, Fausto Bertinotti, presenta su dimisión por un "incompatibilidad sustancial" con su nuevo cargo de Presidente de la Cámara del Gobierno Italiano. Su dimisión fue ratificada por el Congreso de Praga, celebrado entre el 22 y el 25 noviembre, siendo sustituido por el alemán Lothar Bisky del Die Linke.

## Organización y objetivos
Los miembros del Partido de la Izquierda Europea se organizan dentro del Parlamento Europeo en el Grupo Confederal de la Izquierda Unitaria Europea/Izquierda Verde Nórdica, que con 41 eurodiputados es la cuarta fuerza política del continente.
Según marca el preámbulo de sus estatutos, el Partido de la Izquierda Europea tiene el objetivo de unir a toda las fuerzas que en Europa trabajan por un modelo de sociedad diferente a la neoliberal y por la construcción de una Europa social. El partido se siente parte del movimiento de movimientos por otra globalización. 
La partido está organizado en forma de red a través de grupos de trabajo horizontales sobre diferentes temas, que son coordinados por la ejecutiva. 
La idea de "otra Europa", es la base de la primera campaña organizada por el partido, en la que se pedía el "no" al tratado constitucional europeo y a la directiva Bolkestein. El partido se manifiesta a favor de la integración europea, pero que esta se realice a través de una integración política que invierta sus prioridades actuales, pasando de una "Europa de los mercados" a una Europa que prime los derechos, el estado social, la paz y la cooperación. 

## Financiación
Como partido político europeo registrado, el partido tiene derecho a financiación pública europea, que ha recibido ininterrumpidamente desde 2004.
A continuación se muestra la evolución de la financiación pública europea recibida por el partido.
Importe (€)Financiación pública europea de los partidos políticos europeos0500.0001.000.0001.500.0002.000.0002.500.0002004200720102013201620192022Importes máximos de financiación públicaImportes de financiación pública efectivamente recibidos
De acuerdo con el Reglamento sobre los partidos políticos europeos y las fundaciones políticas europeas, el partido también recauda fondos privados para cofinanciar sus actividades. En 2025, los partidos europeos deben recaudar al menos el 10% de sus gastos reembolsables de fuentes privadas, mientras que el resto puede cubrirse con fondos públicos europeos.
A continuación se muestra la evolución de las contribuciones y donaciones recibidas por el partido.
Importe (€)Contribuciones recaudadas por los partidos políticos europeos50.000100.000150.000200.000250.000300.000350.000400.00020042008201220162020PIE
Importe (€)Donaciones recaudadas por los partidos políticos europeos01002003004005002004200720102013201620192022PIE

## Miembros

### Partidos políticos
En el Partido de la Izquierda Europea participan 31 partidos de 17 Estados miembro de la Unión Europea, cuatro del resto de Europa y dos partidos de la República Turca del Norte de Chipre, sólo reconocida por Turquía. Los miembros se dividen entre los de pleno derecho y los observadores.

#### De pleno derecho
| País            | Partido                                               | Eurodiputados | Dip.Nacionales |
| --------------- | ----------------------------------------------------- | ------------- | -------------- |
| Alemania        | La Izquierda                                          | 2/96          | 28/736         |
| Austria         | Partido Comunista de Austria                          | 0/20          | 0/183          |
| Bélgica         | Comunistas de Valonia-Bruselas                        | 0/22          | 0/150          |
| Bielorrusia     | Partido de la Izquierda Bielorrusa "Un Mundo Justo"   |               | 0/110          |
| Bulgaria        | Izquierda Búlgara                                     | 0/17          | 0/240          |
| Croacia         | Frente Obrero                                         | 0/12          | 0/151          |
| Eslovenia       | La Izquierda                                          | 0/9           | 5/90           |
| España          | Esquerra Unida i Alternativa                          | 0/61          | 0/350          |
| España          | Izquierda Unida                                       | 0/61          | 5/350          |
| España          | Partido Comunista de España                           | 0/61          | 5/350          |
| Estonia         | Partido de la Izquierda Unida Estonia                 | 0/7           | 0/101          |
| Finlandia       | Partido Comunista de Finlandia                        | 0/14          | 0/200          |
| Francia         | Partido Comunista Francés                             | 0/81          | 9/577          |
| Francia         | Izquierda Republicana y Socialista                    | 0/81          | 0/577          |
| Grecia          | Syriza                                                | 4/21          | 36/300         |
| Hungría         | Partido de los Trabajadores de Hungría 2006           | 0/21          | 0/199          |
| Italia          | Partido de la Refundación Comunista                   | 0/76          | 1/630          |
| Luxemburgo      | La Izquierda                                          | 0/6           | 2/60           |
| Moldavia        | Partido de los Comunistas de la República de Moldavia |               | 21/101         |
| Reino Unido     | Unidad de la Izquierda                                |               | 0/650          |
| República Checa | La Izquierda                                          | 0/21          | 0/281          |
| Rumania         | Partido Socialista Rumano                             | 0/33          | 0/332          |
| Suiza           | Partido Suizo del Trabajo                             |               | 0/200          |
| Turquía         | Partido de la Libertad y la Solidaridad               |               | 0/550          |

#### Observadores
| País             | Partido                                       | Eurodiputados | Dip.Nacionales |
| ---------------- | --------------------------------------------- | ------------- | -------------- |
| Bélgica          | Demain                                        | 0/22          | 0/150          |
| Chipre           | Partido Progresista del Pueblo Obrero (AKEL)  | 1/6           | 15/56          |
| Chipre del Norte | Partido Nuevo Chipre (TKP)                    |               | 0/50           |
| Chipre del Norte | Partido Unido de Chipre (BKP)                 |               | 0/50           |
| Eslovaquia       | Partido Comunista de Eslovaquia (KSS)         | 0/14          | 0/90           |
| España           | Sortu                                         | 0/61          | 1/350          |
| Italia           | Izquierda Italiana                            | 1/76          | 4/400          |
| Reino Unido      | Transform                                     |               | 0/650          |
| República Checa  | Partido Comunista de Bohemia y Moravia (KSČM) | 3/21          | 33/200         |

### Miembros individuales
El partido también cuenta con un número de afiliados individuales. Aunque ha tenido un número de afiliados individuales constantemente elevado, y actualmente el más alto, el partido no ha tratado de desarrollar una afiliación individual masiva.
A continuación se muestra la evolución de la afiliación individual al partido desde 2019.
Miembros individualesMiembros individuales de los partidos políticos europeos9121518212427201920202021202220232024PPE

## Congresos
- Congreso Fundacional -  Roma, 8-9 de mayo de 2004 - Esto es solo el principio
- I Congreso -  Atenas, 29-30 de octubre de 2005
- II Congreso -  Praga, 23-25 de noviembre de 2007 - Costruyendo alternativas
- III Congreso -  París, 3-5 de diciembre de 2010
- IV Congreso -  Madrid, 13-15 de diciembre de 2013 - Change Europe - La Europa del trabajo
- V Congreso -  Berlín, 16-18 de diciembre de 2016 - Building alliances - For a Europe of Solidarity

## Presidentes
- Fausto Bertinotti (2004-2007)
- Lothar Bisky (2007-2010)
- Pierre Laurent (2010-2016)
- Gregor Gysi (2016-2022)
- Walter Baier (2022-Actualidad)

## Instituciones europeas
| Organización      | Institución                                                | Representantes |
| ----------------- | ---------------------------------------------------------- | -------------- |
| Unión Europea     | Parlamento Europeo                                         | 16/720         |
| Unión Europea     | Comisión Europea                                           | 0/27           |
| Unión Europea     | Consejo Europeo (jefes de Gobierno)                        | 0/27           |
| Unión Europea     | Consejo de la Unión Europea (participación en el Gobierno) |                |
| Unión Europea     | Comité Europeo de las Regiones                             | 0/329          |
| Consejo de Europa | Asamblea Parlamentaria del Consejo de Europa               | 35/612 (IEU)   |